# Schweizerisches Volksliedarchiv
Das Schweizerische Volksliedarchiv ist eine Einrichtung, die ihren Sitz an der Universität Basel hat.
Es wurde 1906 als Abteilung der Schweizerischen Gesellschaft für Volkskunde gegründet. Unter der Leitung von John Meier erfolgte der Aufruf an Vereine und Presse, das in der Schweiz bekannte Liedgut einzusenden, damit dieses wissenschaftlich-kritisch aufgearbeitet und in geeigneter Weise herausgegeben werden kann. Der Aufruf erging an alle Gebietsteile der Schweiz.
Als Ergebnis dieses ersten Aufrufs konnte eine Sammlung von 31'000 deutschsprachigen Liedern, 3'200 Liedern aus der frankofonen Schweiz, 1'400 aus dem Tessin und 1'200 rätoromanischen Liedern gesichert werden.  
Durch Nachlässe konnte die Sammlung in der Folge erweitert werden. So wurden zum Beispiel die Bestände von Hanns in der Gand, die Volksliedsammlung von Arthur Rossat oder der Nachlass von Armin Breu mit rund 400 Schallplatten sowie Tonbändern mit historischen Feldaufnahmen in das Archiv eingefügt.
Die Musikaufnahmen des Folkfestivals auf der Lenzburg (1972–1980) sind als Pilotprojekt digitalisiert und katalogisiert worden und im Archiv digital abrufbar.